# Kamarang (rivier)
De Kamarang (Spaans: Rio Camarán) is een rivier in Venezuela en Guyana. De rivier heeft zijn bron in de Gran Sabana-savanne van Venezuela. Net over de grens met Guyana ontmoet de rivier het Pakaraima-gebergte waar de Kamarang Great Falls zich bevindt. De rivier vervolgt zijn weg door het gebergte, en vloeit samen met de Mazaruni bij de gelijknamige plaats.

## Overzicht
Bij de monding met de Mazaruni werd naar goud gezocht, maar de goldrush was in de 21e eeuw voorbij. Stroomopwaarts stroomt de rivier door het Pakaraima-gebergte en is moeilijk bereikbaar. De bovenloop van de rivier was in 1839 al bewoond door inheemsen van het Arecunavolk die zichzelf Pemón noemen.

## Kamarang Great Falls
De Kamarang Great Falls, of Kamarang Meru is een waterval net over de Venezolaanse grens in Guyana waar de rivier het Pakaraima-gebergte ontmoet. De waterval werd ontdekt door Paul A. Zahl in 1935 die het geluid van de waterval al van verre kon horen. Zahl rapporteerde dat de waterval bijna 500 meter hoog was, maar de hoogte is bijgesteld tot ongeveer 160 meter hoog en 46 meter breed. De waterval is heel moeilijk te bereiken.